# Chlumec (Východolabská tabule)
Chlumec (257 m n. m.) je vrch v okrese Hradec Králové Královéhradeckého kraje. Leží na severozápadním okraji města Chlumec nad Cidlinou na jeho katastrálním území.

## Geomorfologické zařazení
Geomorfologicky vrch náleží do celku Východolabská tabule, podcelku Chlumecká tabule, okrsku Krakovanská tabule a podokrsku Žiželická tabule.